# Còssifa gorjablanc
El còssifa gorjablanc (Cossypha humeralis; syn: Dessonornis humeralis) és una espècie d'ocell paseriforme de la família dels muscicàpids. És endèmica de Botswana, Moçambic, Sud-àfrica, Eswatini i Zimbàbue. Els seus hàbitats naturals són la sabana seca i els arbustos secs subtropicals o tropicals. El seu estat de conservació és considerat de risc mínim.

## Taxonomia
Segons el Handook of the Birds of the World i la quarta versió de la BirdLife International Checklist of the birds of the world (Desembre 2019), aquest tàxon estaria classificat dins del gènere Dessonornis. Tanmateix, altres obres taxonòmiques, com la llista mundial d'ocells del Congrés Ornitològic Internacional (versió 11.2, juliol 2021), no reconeixen aquest gènere i consideren les espècies que el componen dins del gènere Cossypha.